# Solan och Ludvig – Jul i Flåklypa
Solan och Ludvig – Jul i Flåklypa (norska: Solan og Ludvig – Jul i Flåklypa) är en norsk animerad familjefilm från 2013 i regi av Rasmus A. Sivertsen efter manus av Karsten Fullu. Filmen bygger på boken Solan og Ludvigs jul av Harald Sommerin Simonnæs, som i sin tur bygger på Kjell Aukrusts figurer. Filmen är gjord i dockanimation i samma stil som Flåklypa Grand Prix från 1975.
Filmen hade norsk premiär 8 november 2013 och släpptes i Sverige 11 oktober 2014. Den tilldelades Amandapriset för bästa barnfilm, och var nominerad för bästa film och bästa scenografi.

## Handling
Filmen utspelar sig kring jul och handlar om hur uppfinnaren Reodor Felgen bygger världens kraftigaste snökanon.

## Rollista

### Norska röster
- Trond Brænne − Reodor Felgen
- Trond Høvik − Ludvig
- Kari-Ann Grønsund − Solan Gundersen
- Kåre Conradi − Frimand Pløsen
- Jon Brungot − Melvind Snerken
- Anders Bye − pressroboten
- Toralv Maurstad − berättaren
- Jakob Oftebro − brevbäraren
- Eli Anne Linnestad − änkan Stengelføhn-Glad
- Eilif Hellum Noraker − Gurin
- Ingrid Vollan − dam
- Fredrik Steen − diverse män

### Svenska röster
- Bengt Järnblad − Berättarröst
- Frej Lindqvist
- Urban Wrethagen
- Charlotte Ardai Jennefors
- Joakim Jennefors
- Göran Gillinger
- Sten Ljunggren
- Annica Smedius
- Charlotte Centervall
- Leon Pålson Sälling
- Gunnar Ernblad[5]

## Mottagande
Inger Merete Hobbelstad skrev i Dagbladet: "Animationsstudion Qvisten, manusförfattare Karsten Fullu och regissör Rasmus A. Sivertsen vet vad de läser och vad de gör, och klarar att smälta Kjell Aukrusts idiosynkratiska figurer, och meningar, samman med en strömlinjeformad intrig som träffar ett par väl utplacerade gupp längs vägen innan den tar oss, och den energiska trion, hem till jul."